# Grupo de recursos de funcionários
Grupos de recursos de funcionários (também conhecidos como Employee resource group (ERGs), grupos de afinidade ou grupos de redes de negócios ) são grupos de funcionários que se reúnem no local de trabalho com base em características compartilhadas ou experiências de vida. Os ERGs geralmente se baseiam em fornecer suporte, melhorar o desenvolvimento da carreira e contribuir para o desenvolvimento pessoal no ambiente de trabalho. No passado, os ERGs tradicionalmente se concentravam em traços ou características de personalidade de grupos sub-representados, por exemplo, mulheres, orientação sexual, gênero etc. Com o ressurgimento dos ERGs no local de trabalho, os ERGs estão se expandindo para grupos "com base em interesses" reunidos em torno de atividades específicas. Algumas delas incluem responsabilidade no trabalho, defesa do meio ambiente, serviço comunitário e voluntariado e bem-estar no local de trabalho . Além disso, como uma faceta emergente de recursos humanos e engajamento de funcionários no mundo dos negócios, a existência de ERGs é importante para referência e entendimento no mundo dos negócios. A exploração do tópico de grupos de recursos de funcionários pode fornecer informações detalhadas para funcionários e jovens profissionais que buscam entender um novo negócio.

## História
Nos últimos 30 anos, os ERGs ajudaram diversos grupos a obter voz em grandes corporações . Eles começaram como fóruns de funcionários baseados em raças, criados em resposta à tensão racial na década de 1960. Os ERGs começaram quando Joseph Wilson, CEO da Xerox Corporation entrou em ação após os violentos distúrbios raciais em Rochester, Nova York, em 1964. Ele e seus funcionários negros formaram o primeiro grupo de caucus para tratar da questão da discriminação e ajudar a criar um ambiente corporativo justo. A Xerox lançou o Caucus Nacional de Empregados Negros em 1970 e uma década depois seguiu com a formação do Caucus de Liderança de Mulheres Negras (BWLC). No início de sua história, esses grupos de afinidade eram uma tática política e arriscada de advogar por salário igual e oportunidade igual. Era comum os membros iniciais se sentirem nervosos ao falar com a gerência sobre seu status minoritário por medo de parecer um causador de problemas ou de ter uma mentalidade individualista. Embora os ERGs originais fossem vistos como ameaçadores pelos gerentes, hoje esses grupos são frequentemente iniciados por administradores e são uma ferramenta comum para gerenciar a diversidade. Em 2007, noventa por cento das empresas da Fortune 500 possuíam ERGs.

## Tipos
Existem vários tipos de ERGs existentes em diferentes empresas. Aqui estão alguns dos mais populares:
- Pessoas com deficiência
- Veteranos
- Diversidade cultural
- Saúde
- Colaboradores LGBT
- Mulheres na força de trabalho
- Geracional
- Pais que trabalham
- Pais solo

## Práticas comuns

### Orientado a objetivos
ERGs bem-sucedidos combinarão as metas de negócios e funcionários para fornecer o máximo benefício. Algumas práticas comuns gerais incluem: fornecer suporte cultural e percepção da diversidade em produtos, missões ou métodos da empresa; desenvolvimento de produtos e marcas para diversos mercados-alvo; e construir a reputação da empresa através do envolvimento ativo da comunidade. Além disso, os ERGs geralmente fornecem recursos para o desenvolvimento profissional, promovendo um ambiente de aprendizado para melhores contribuições da empresa. Além disso, muitos ERGs atuam ativamente no recrutamento e engajamento de funcionários, atraindo funcionários que se identificam com a empresa e a causa desde o início. Aquisição de talentos, comunicação com executivos, conscientização e mudança de cultura e desenvolvimento estão no centro do funcionamento do ERG.
Os eventos hospedados pelos ERGs variam de eventos para networking a espaços para compartilhamento de informações. Os membros do ERG podem se beneficiar pessoalmente do treinamento de liderança e diversidade, orientação, desenvolvimento profissional e oficinas de habilidades adaptadas exclusivamente às metas do grupo. Na escala da empresa, os membros do ERG podem fornecer diversas perspectivas sobre técnicas de marketing inclusivo, participar de avaliações de desenvolvimento de produtos e se comunicar com executivos por meio de painéis consultivos. Fora da empresa, muitos membros do ERG defendem objetivos culturais e sociais, seja para apoio da comunidade LGBT, direitos multiculturais, igualdade no local de trabalho ou ativismo político . Além disso, o serviço comunitário foi apontado como uma parte significativa da atividade do ERG; isso melhora a reputação da empresa enquanto cumpre os objetivos pessoais dos funcionários. Embora não haja ações prescritas para os ERGs, a maioria deles é responsável por seus próprios objetivos, estrutura de liderança e funcionamento. As ações são orientadas pelos interesses e características dos membros do grupo e são mais bem-sucedidas quando apoiadas pelos executivos da empresa.

### Papel da tecnologia
Com o aumento do uso das redes sociais, os ERGs adotaram as mídias sociais e a comunicação online para alcançar membros anteriormente deixados de fora. Os usos mais populares são redes sociais internas, redes sociais externas como Facebook ou Twitter, blogs, sites de colaboração e blogs internos, webinars, podcasts e wikis. Essas ferramentas facilitam o planejamento de eventos e a comunicação constante com os membros do grupo. Com a falta de presença física, a colaboração ainda é possível. Os ERGs mais bem-sucedidos utilizam várias formas de mídia social para atender às necessidades de todos os membros do grupo e garantir a conscientização dos eventos do grupo.

### Estrutura e alinhamento
Embora os ERGs possam ser operados de maneiras diferentes, os grupos geralmente se alinham a algum objetivo estratégico do negócio. O alinhamento frequente ocorre com o objetivo do aumento da diversidade e inclusão, iniciativas de negócios e, recrutamento e seleção, onde os ERGs são utilizados para promover objetivos comerciais e maximizar o envolvimento e a contribuição dos funcionários. Embora alguns ERGs possam ter uma porcentagem maior da população de funcionários envolvidos, a taxa média de associação é de 7,9% dos funcionários. A participação geralmente é motivada pelo interesse em subgrupos, pela missão do ERG ou pelas recompensas e incentivos à participação.
Os conselhos do ERG são uma forma de liderança nas empresas para colaborar entre os grupos; isso está crescendo em grandes empresas em todo o mundo. Além disso, os líderes da empresa e os executivos seniores desempenham um papel no apoio ao funcionamento do ERG e oferecem reconhecimento e reconhecimento dos líderes do ERG como um incentivo à participação. Quando a participação no ERG é recompensada de alguma forma, seja através de padrões de responsabilidade motivados ou de benefícios externos, o engajamento aumenta. Em termos de responsabilidade, revisão por pares ou liderança, patrocínio comercial e associação eleita servem como fatores motivadores. As recompensas tradicionais pela participação incluem oportunidades de desenvolvimento ou avanço pessoal, bônus em dinheiro ou recompensas não financeiras. Nem todos os ERGs oferecem recompensas tangíveis, pois a participação e o engajamento são desejáveis desde o início.

## Empresas com ERGs
Quase 90% das empresas da Fortune 500 relatam ter ERGs em 2011. Devido a essa crescente popularidade, muitas empresas adotaram práticas e começaram a apoiar financeiramente grupos de recursos. Veja a lista abaixo para uma pequena amostra de algumas das empresas com ERGs que foram analisadas na pesquisa relevante sobre ERG.
- Allstate
- American Airlines, Inc. Empresas
- American International Group
- Anheuser-Busch
- AOL, LLC
- Airbus
- AT&T
- A Companhia Boeing
- Boston Scientific Corporation
- Sistemas BAE
- BASF
- Dell Inc.
- DIRECTV
- Energia de Domínio
- Southern California Edison
- Redes F5
- Ford Motor Company
- Gap Inc.
- Garmin International, Inc.
- General Motors
- Henry Schein
- HP Enterprise
- HSBC
- Kellogg Company
- MasterCard em todo o mundo
- Medtronic
- McDonald's EUA
- Empresa McGraw-Hill
- Nestlé
- Raytheon
- Starbucks Coffee Company
- T-Mobile[8]
- The New York Times Company
- Unilever[9]
- Estrada de ferro Union Pacific[10]
- companhias aéreas Unidos
- Verizon[11]
- Visa Inc.
- Parques e resorts Walt Disney

### Benefícios aos membros
Alguns dos principais benefícios que os ERGs trazem para seus membros são a oportunidade de trabalhar (e interagir com) outros fora do departamento ou dos grupos de trabalho atuais, um sentimento de pertencimento (além da empresa e do departamento) e apoio. Os ERGs estabelecem grupos de apoio para pessoas que compartilham histórias ou experiências comuns. Esses grupos também proporcionam comunhão e amizade aos seus membros. Além disso, os ERGs podem ter efeitos diretos na cultura corporativa, permitindo que os membros dos ERGs e outros funcionários se sintam confortáveis com as diferenças dentro de sua organização.
Outro benefício dos ERGs é o desenvolvimento profissional que eles promovem. Esse desenvolvimento profissional geralmente vem na forma de desenvolvimento de habilidades (e desenvolvimento de currículos), na orientação, treinamento e workshops. Os ERGs também fornecem uma maneira eficaz para os funcionários se conectarem com outros funcionários que compartilham as mesmas experiências e, por meio de alguns de seus eventos em toda a empresa, os membros podem ter a oportunidade de conhecer outros funcionários ou gerentes que não estão no ERG, mas apoiam o causa. Pertencer a um ERG também fornece aos membros do grupo ERG acesso ao (s) patrocinador (es) executivo (s) do ERG e a outros líderes da empresa que, de outra forma, não estavam disponíveis para esse funcionário.
Além disso, os ERGs têm o potencial de criar mais igualdade para seus membros. Os ERGs promovem a diversidade, garantindo que todos os membros de uma organização ou empresa tenham as mesmas oportunidades de ter voz na empresa, acesso às mesmas informações que podem ajudar seu sucesso no emprego, redes úteis com outros funcionários, a oportunidade de contribuir com ideias e a oportunidade de avançar dentro da empresa. Além disso, no espírito da igualdade, um dos objetivos dos ERGs é aumentar a conscientização para esses diferentes grupos de pessoas. Essa conscientização beneficia os membros dos ERGs e outros funcionários da empresa para promover um ambiente de trabalho produtivo e inclusivo.

### Benefícios para a organização
Muitas das vantagens dos ERGs para a organização ou empresa estão associadas aos benefícios pessoais acima mencionados, porque quando os membros dos ERGs estão se beneficiando, isso leva à satisfação do funcionário, que se torna mais produtivo para a empresa. Além disso, os ERGs geralmente são baseados na premissa de contribuir para o sucesso da empresa. Como os ERGs normalmente precisam ser aprovados pela própria organização, os ERGs alegam apoiar alguns dos mesmos objetivos da empresa, que podem incluir a promoção da diversidade e a satisfação dos funcionários.  Os ERGs podem promover a satisfação dos funcionários, porque eles se sentem melhor em ir ao trabalho quando sabem que sua empresa tem um interesse legítimo em questões que são significativas para sua vida pessoal. É por causa desse aumento da satisfação dos funcionários que as empresas com grupos de afinidade costumam ser classificadas como os melhores lugares para trabalhar.
Outro benefício que vem com os ERGs dentro de uma empresa é incentivar a inclusão de todos os seus funcionários. A diversidade é importante para contribuir para o bem-estar geral de um local de trabalho, e os funcionários podem encontrar apoio nos ERGs que se alinham aos seus antecedentes e experiências. O ERG atua como um grupo de suporte cultural / experiencial para funcionários que exigem a percepção e assistência de outra pessoa na empresa no mesmo ERG. Com isso, os funcionários têm várias saídas de suporte dentro de uma empresa, além da equipe executiva tradicional, que pode não levar em consideração os interesses e necessidades exclusivos de um funcionário.

### Trazendo uma ampla mudança
Os grupos de recursos dos funcionários têm o potencial de gerar grandes mudanças. Eles servem como uma plataforma organizada e estabelecida que os funcionários podem utilizar para promover a mudança. Essas mudanças ocorrem na forma de mudanças de políticas, mudanças culturais e melhores relações entre funcionários e empregadores. No entanto, os ERGs podem ter efeitos além daqueles para o empregador e empregado; em vez disso, podem promover o ativismo dos funcionários fora do local de trabalho e focam-se nas causas de um escopo social mais amplo.  Por exemplo, muitos ERGs prestaram assistência às vítimas do furacão Katrina, o que leva ao argumento de que os ERGs estão se expandindo para afetar também a comunidade mundial.